# Alessandra Rojo de la Vega
Alessandra Rojo de la Vega Piccolo (Ciudad de México, 16 de enero de 1986) es una activista y política mexicana. Desde el 1 de octubre de 2024 se desempeña como alcaldesa de Cuauhtémoc.

## Activismo
Fundó en 2014 Movimiento Unido por la Infancia (MUI México), una organización sin fines de lucro enfocada en ayudar a proteger y desarrollar a niños, niñas y adolescentes en México. Entre otros proyectos, MUI México trabajó con niños y adolescentes en La Ciudad Perdida de Tacubaya, un barrio marginal con un alto índice de criminalidad en la Ciudad de México. También fue presidenta de No Es Una Somos Todas AC, organización dedicada a combatir la violencia de género. En 2022 fue entrevistada por Carolina Rosario de Despierta América , donde habló sobre la violencia de género contra las mujeres en México.

## Trayectoria política
Inició su carrera en la política como parte del equipo de comunicación social en el Estado de México y en 2012 para el presidente Enrique Peña Nieto. Fue directora de Desarrollo Social en la alcaldía Miguel Hidalgo y diputada local por el Partido Verde Ecologista de México (PVEM) en el Congreso de la Ciudad de México de 2018 a 2021.

### Elección para la alcaldía Cuauhtémoc
El 31 de enero de 2024, Alejandro Moreno, anunció en Twitter que Rojo de la Vega sería la candidata de la coalición Fuerza y Corazón por México, para competir por la alcaldía Cuauhtémoc.
En la noche del 11 de mayo de 2024 se produjeron cinco disparos contra el vehículo estacionado de Rojo de la Vega. El ataque fue captado en imágenes de CCTV y posteriormente fue capturado el agresor, quien alegó que le habían pagado para «asustar» a la candidata.
Ganó las elecciones del 2 de junio de 2024 por una diferencia de entre 11 000 y 12 000 votos, pero los resultados fueron impugnados por Catalina «Caty» Monreal, candidata de Morena. Monreal denunció irregularidades en al menos 532 centros de votación y exigió un recuento completo de todos los votos. Sin embargo, el 20 de julio el tribunal regional del Tribunal Electoral negó irregularidades generalizadas y sólo autorizó un recuento limitado de 73 centros de votación, el cual se llevó a cabo y no alteró el resultado electoral.
Caty Monreal presentó otra solicitud de nulidad electoral, alegando violencia política de género, así como violaciones a las reglas de gasto por parte de la campaña de Rojo de la Vega. Monreal denunció que se ejerció violencia política de género en su contra cuando Rojo de la Vega dijo que ella era una candidata títere impuesta por su padre, Ricardo Monreal, destacado político de Morena y exalcalde de Cuauhtémoc. Rojo de la Vega lo negó, afirmando que referirse a Monreal por su apellido y señalar la corrupción de ella y su familia no constituye violencia política de género. Durante la campaña por Cuauhtémoc se informó que una empresa parcialmente propiedad de Caty Monreal había recibido numerosos contratos del estado de Zacatecas, gobernado por su tío, David Monreal.
El 18 de septiembre de 2024, fue confirmada como ganadora por el Tribunal Federal Electoral. Fue juramentada como alcaldesa de Cuauhtémoc el 1 de octubre de 2024.

### Alcaldesa de Cuauhtémoc (2024-presente)
Rojo de la Vega presentó un plan de trabajo basado en seis grandes grupos denominados así: «Mujeres al frente», «Cuauhtémoc construye paz», «Cuauhtémoc Verde», «Gobierno cálido y confiable», «Prosperidad para todos» y «Derechos para todos». Al ingresar a la alcaldía encontró dos dispositivos ocultos que supuestamente fueron colocados con el propósito de espiarla. En noviembre de 2024, en una reunión con la comisión de presupuesto del Congreso de la Ciudad de México, Rojo de la Vega denunció irregularidades y potenciales actos de corrupción durante las administraciones anteriores de Sandra Cuevas y Raúl Ortega.
A finales de enero de 2025, Rojo de la Vega presentó una denuncia penal ante el Ministerio Público tras recibir una serie de amenazas de muerte a través de las redes sociales.

## Vida personal y educación
Es hija del empresario Martín Rojo de la Vega y Mónica Piccolo. Sus hermanos son los influencers de fitness Nunzia y Gabriel Rojo de la Vega. En febrero de 2014 se casó con el arquitecto Emmanuel Gray, con quien tuvo tres hijos: Martinah y los gemelos Lucah y Milah. Ella y Gray se divorciaron en 2022.
Rojo de la Vega obtuvo la Licenciatura en Ciencias de la Comunicación por la Universidad Iberoamericana, y la licenciatura en Derecho por la Universidad Jurídica del Sureste.